# Mary Allen Wilkes
Mary Allen Wilkes (Chicago, Illinois, 25 de septiembre de 1937) es una abogada estadounidense, antigua programadora e ingeniera de hardware. En el mundo computacional destaca por haber sido la primera persona en usar una computadora en casa y por sus aportaciones en el LINC.

## Estudios
Se graduó en la carrera de filosofía, de la universidad de Wellesley, en 1959 tras lo cual, supuestamente por una apuesta con un profesor antiguo de geografía, decidió ingresar al mundo de la programación. Trabajó en los laboratorios Lincoln en el Instituto Tecnológico de Massachusetts y después en la Universidad de Washington. En 1975 decidió abandonar el mundo computacional y estudiar derecho en la universidad de Harvard, profesión que practicó hasta retirarse.

## Informática
De 1959 a 1963, mientras trabajaba en el MIT, tuvo la oportunidad de trabajar con ordenadores como el IBM 709 y el TX-2. En ese tiempo estuvo diseñando diversos sistemas operativos para LINC, en inglés Laboratory Instrument Computer, con el nombre de LAP, en inglés LINC Assembly Program, hasta evolucionar al LAP6.
El LAP6 servía de sistema operativo y como lenguaje ensamblador para LINC; además era el primer sistema operativo que estaba entre el hardware de la computadora y los programas. Tenía un ensamblador y un editor, pensado en que fuera usado más bien por usuarios que no tenían conocimientos de programación. Para 1970 el LAP6 era usado por, aproximadamente, 2000 usuarios en 11 países.
Al poco tiempo de haber diseñado el LAP6 dejó el MIT para unirse al Laboratorio de Sistemas Computacionales de la Universidad de Washington en St. Louis, donde participó en el proyecto de sistemas macro modulares diseñando un macro módulo múltiple.  Junto con Wesley A. Clark y Charles Molnar, mejoraron el diseño de la LINC: Clark se enfocaba en el diseño; Molnar los circuitos eléctricos y las cintas; Wilkes el sistema operativo

## Publicaciones
- Autora del libro LAP6 Handbook
- Coautora del libro Programando en Linc junto con Wesley A. Clark[8]

## Primera computadora privada
En 1965 Mary Allen fue la primera en crear y trabajar con una computadora privada desde su casa, lo cual hace que se le considere la primera usuaria de una estas computadoras. Los gabinetes de la computadora tenían el tamaño aproximado de un refrigerador, 12 bits de memoria cuya capacidad le permitía grabar de 1024 a 2048 palabras. La instaló en la sala de la casa de sus padres en Baltimore